# Acrisis brevicornis
Acrisis brevicornis är en stekelart som beskrevs av Hellen 1957. Acrisis brevicornis ingår i släktet Acrisis och familjen bracksteklar. Inga underarter finns listade i Catalogue of Life.